# Coxicerberus singhalensis
Coxicerberus singhalensis är en kräftdjursart som först beskrevs av Enckell 1970.  Coxicerberus singhalensis ingår i släktet Coxicerberus och familjen Microcerberidae. Inga underarter finns listade i Catalogue of Life.